# Zsolt Haraszti
Zsolt Haraszti (Budapest, 4 novembre 1991) è un calciatore ungherese, attaccante del Paks.

## Carriera

### Club
Ha giocato nella massima serie ungherese. Inoltre, ha anche giocato 3 partite nei turni preliminari di UEFA Europa League.

### Nazionale
Nel 2011 ha segnato un gol in due presenze con la nazionale ungherese Under-21.

## Palmarès

### Club

#### Competizioni nazionali
- Coppa di Lega ungherese: 1

Paks: 2010-2011
- Supercoppa d'Ungheria: 1

Videoton: 2012
- Coppa d'Ungheria: 2

Paks: 2023-2024, 2024-2025